# La Môme aux boutons
Pour plus de détails, voir Fiche technique et Distribution.
La Môme aux boutons est un film français réalisé par Georges Lautner, sorti en 1958.

## Synopsis
Mireille, jeune fille issue de la bourgeoisie, doit épouser prochainement le comte de Rocambeau, mais elle est amoureuse du jeune Étienne et n'est attirée ni par le titre de noblesse ni par la fortune du fiancé qu'on lui destine. Aidée par Yvonne, la sœur d'Étienne, surnommée la « môme aux boutons », et d'une fausse princesse, Mireille va mettre tout en œuvre pour échapper à ce mariage.
Le dîner de fiançailles, déjà particulièrement confus, se transforme ainsi en bagarre au cours de laquelle le comte s'évanouit. La fausse princesse qui n'est pas indifférente à la fortune du comte, prend soin de ce dernier qui, charmé, en oublie sa fiancée et est surpris avec la princesse dans une situation qui provoque l'indignation des parents.

## Fiche technique
- Titre : La Môme aux boutons
- Réalisation : Georges Lautner
- Assistant : Dany Fog
- Scénario : Alphonse Gimeno
- Photographie : Pierre Dolley
- Son : Jean Bonnafoux
- Montage : Michelle David
- Musique : Jacques Lacome
- Production : Alphonse Gimeno
- Pays d'origine :  France
- Format : Couleurs - 2,35:1 - Dolby Digital - 35 mm
- Genre :  Action
- Durée : 98 minutes
- Date de sortie : 
  - France : 22 octobre 1958

## Distribution
- Lisette Lebon : Mireille Daxely
- Lucette Raillat : Yvonne
- Serge Davri : Roule
- Eddy Rasimi : Tabille
- Irène Hilda : Irène
- Tania Miller

## Autour du film
- La Môme aux boutons est une chanson de Pierre Louki (p) et Jacques Lacome créée par Lucette Raillat.